# Johann Christoph Ernesti
Johann Christoph Ernesti (* 11. Januar 1662 in Keula/Schwarzburg; † 11. August 1722 in Tennstedt) war ein deutscher evangelischer Theologe.

## Leben
Seit dem 11. Januar 1682 studierte Ernesti an der Universität Wittenberg, erlangte am 27. April 1686 den akademischen Grad eines Magisters und wurde am 10. Mai 1689 als Adjunkt an der philosophischen Fakultät aufgenommen. Nachdem er sich ausgiebig auf theologische Themen konzentriert hatte, übernahm er 1691 ein Pfarramt zuerst in Plaue und 1692 in Groß und Kleinbrüchter.
1704 übernahm er das Amt des Oberpastors und Superintendenten in Tennstedt und konnte, nachdem er sich am 20. Februar 1710 das Lizentiat der Theologie erworben hatte, am 11. März 1710 zum Doktor der Theologie in Wittenberg promovieren. Von seinen fünf Söhnen erlangten Johann Christian Ernesti, Johann August Ernesti und Johann Friedrich Christoph Ernesti ebenfalls den Ruf angesehener Gelehrter.

## Werkauswahl
- (Als Respondent) Diatribe Philologica De Bibliis Polyglottis. Henckel, Wittenberg 1687. (Digitalisat)
- Diatribe Historica De Antiquo Excommunicationis Ritu. Schultz, Wittenberg 1687.
- Disquisitio historico-ecclesiastica de Eusebio Pamphili Episcopo Cæsariensi. Schroedter, Wittenberg 1688. (Digitalisat)
- Dissertatio historica de dialogis doctorum veteris Ecclesiæ. (Resp. Martin Müller)  Henckel, Wittenberg 1688. (Digitalisat)
- De summo eruditionis fastigo. Wittenberg 1718
- De eruditorium cunctatione in componendis libris. Wittenberg 1717
- De absoluto Reprobationis decreto dissertatio. (Digitalisat)